# Jang Min-hee
Jang Min-hee (정민희; 5 de abril de 1999) é uma arqueira profissional sul-coreana, campeã olímpica.

## Carreira
Min-hee foi campeã na prova em equipes feminina nos Jogos Olímpicos de Verão de 2020 em Tóquio ao lado de An San e Kang Chae-young, conquistando a medalha de ouro.